# Horcotes uncinatus
Espèce
Horcotes uncinatus est une espèce d'araignées aranéomorphes de la famille des Linyphiidae.

## Distribution
Cette espèce est endémique de Caroline du Nord aux États-Unis,.

## Publication originale
- Barrows, 1945 : New spiders from the Great Smoky Mountain National Park. Annals of the Entomological Society of America, vol. 38, p. 70-76.